# Mikkel Max Hansen
Mikkel Max Hansen (født 1975) Nu Mikkel Max Jorn, er en dansk sangskriver og tekstforfatter. Han er opvokset i Aabenraa, men har boet i København siden 1995 og har komponeret til blandt andre epo-555, Oliver North Boy Choir og ONBC - alle tre bands er signet på Crunchy Frog.